# Estádio Estadual Lourival Baptista
Das Estádio Estadual Lourival Baptista, auch bekannt als Arena Batistão, ist ein Fußballstadion in der brasilianischen Stadt Aracaju, Hauptstadt des Bundesstaates Sergipe. Es wurde nach Lourival Baptista, einem mittlerweile verstorbenen Gouverneur und Senator von Sergipe, benannt. Die Fußballvereine AD Confiança, CS Sergipe, Cotinguiba EC, Aracaju FC und der Falcon FC tragen hier ihre Heimspiele aus.

## Geschichte
Ab 1964, als das Militär an der Macht war, nahmen die Investitionen in den Sport eine neue Dimension an. Brasilien sollte der Welt als ein entwickeltes, modernes, national integriertes Land erscheinen. Ein Spiegelbild dieser Politik war im Fußball die Schaffung der Nationalen Meisterschaft, die 1971 ins Leben gerufen wurde, sowie der Bau von Stadien. Um sich ein Bild von diesen Investitionen zu machen: Bis 1972 wurden in Brasilien bereits mehr als 30 Fußballstadien eingeweiht, die meisten davon im Nordosten.
Das Batistão wurde an der gleichen Stelle gebaut, an der sich früher das alte Estádio Estadual de Aracaju, das Staatsstadion von Aracaju, befand. Zu Anfangszeiten befanden sich in dem Stadion noch Räumlichkeiten, welche durch andere Organisationen genutzt werden konnten. So befanden sich hier, bis zur Renovierung des Komplexes 2013, auch die Räume des Federação Sergipana de Futebol (FSF), des Fußballverbandes von Sergipe.
Vor 45.058 Zuschauern fand am 9. Juli 1969 ein Freundschaftsspiel zur Feier der Einweihung des Batistão statt, an dem eine Auswahlmannschaft von Spielern aus dem FSF, welcher zu der Zeit noch als Federação Sergipana de Desportos (FSD) firmierte, angehörenden Klubs gegen die Brasilianische Fußballnationalmannschaft antrat. Für zweitere traten an: Felix, Lula Monstrinho, Carlos Alberto, Zé Maria, Djalma Dias, Brito, Piazza, Joel Camargo, Rildo, Clodoaldo, Gérson, Jairzinho, Borges, Tostão, Toninho Guerreiro, Pelé, Edu, Caju, Trainer: João Saldanha Diesem Aufgebot hatten die Spieler des FSF wenig entgegenzusetzen, man verlor mit 2:8. Toninho Guerreiro erzielte das erste Tor im neuen Stadion.
Im Jahr 2009 startete die Regierung von Sergipe ein ehrgeiziges Projekt, das darauf abzielte, das Batistão zu erweitern. Die Kapazität sollte von 14.000 auf 40.000 Menschen erhöht werden. Von da an fanden im Jahr 2010 eine Reihe von wöchentlichen Treffen mit dem Unternehmen statt, das für die Vorbereitung des Ausführungsprojekts für die Renovierung verantwortlich war. Es wurde angenommen, dass im August 2010 das Projekt für die Planung der Arbeiten abgeschlossen sein würde und dann das Ausschreibungsverfahren beginnen würde. Die Planung sah vor, dass eine obere Tribüne von 2,3 Tausend Quadratmetern gebaut würde, ein kleines Einkaufszentrum mit einer Fläche von 5,3 Tausend Quadratmetern und einen überdachten Parkplatz von 3,8 Tausend Metern. Die untere Tribüne sollte von 8,1 Tausend m² auf 11 Tausend m² anwachsen. Das Projekt, das mit 87 Millionen Real veranschlagt wurde, sollte das Stadion modernisieren und Sergipes Bewerbung als einer der Austragungsorte der Fußball-Weltmeisterschaft 2014 stärken.
Das Projekt wurde jedoch aufgeschoben und das zuvor vorgestellte Projekt zerstückelt. So wurde 2013 der Plan erstellt, das Batistão umfangreich zu modernisieren.
Für die Fußball-Weltmeisterschaft 2014 wurde die Anlage als Trainingszentrum für die griechische Fußballnationalmannschaft ausgewählt.

## Weitere Sportarten
In der Arena Batistão werden neben seiner eigentlichen Funktion als Fußballstadion auch Rugby- und American-Football-Spiele ausgetragen.

## Galerie

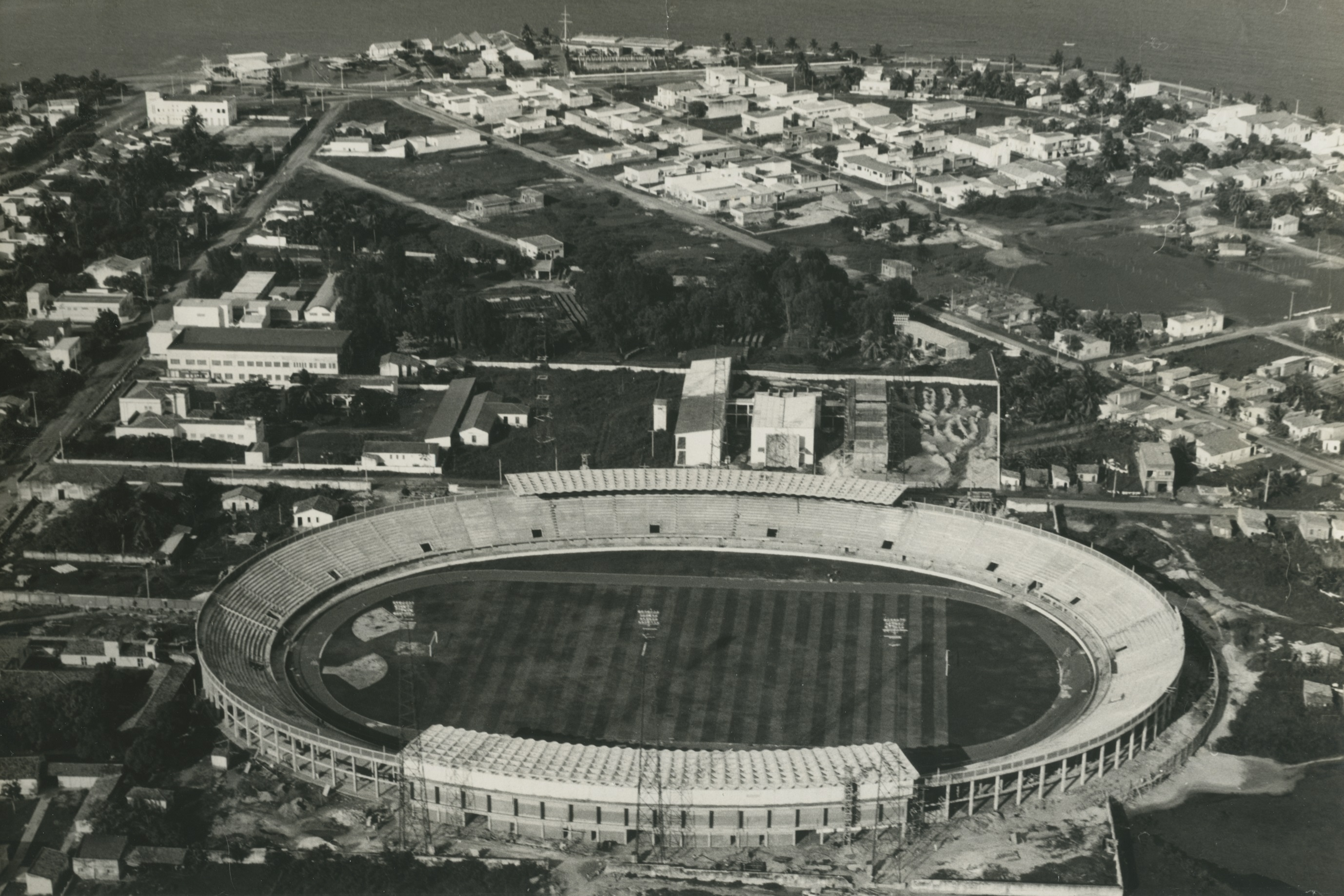
Batistão 1968
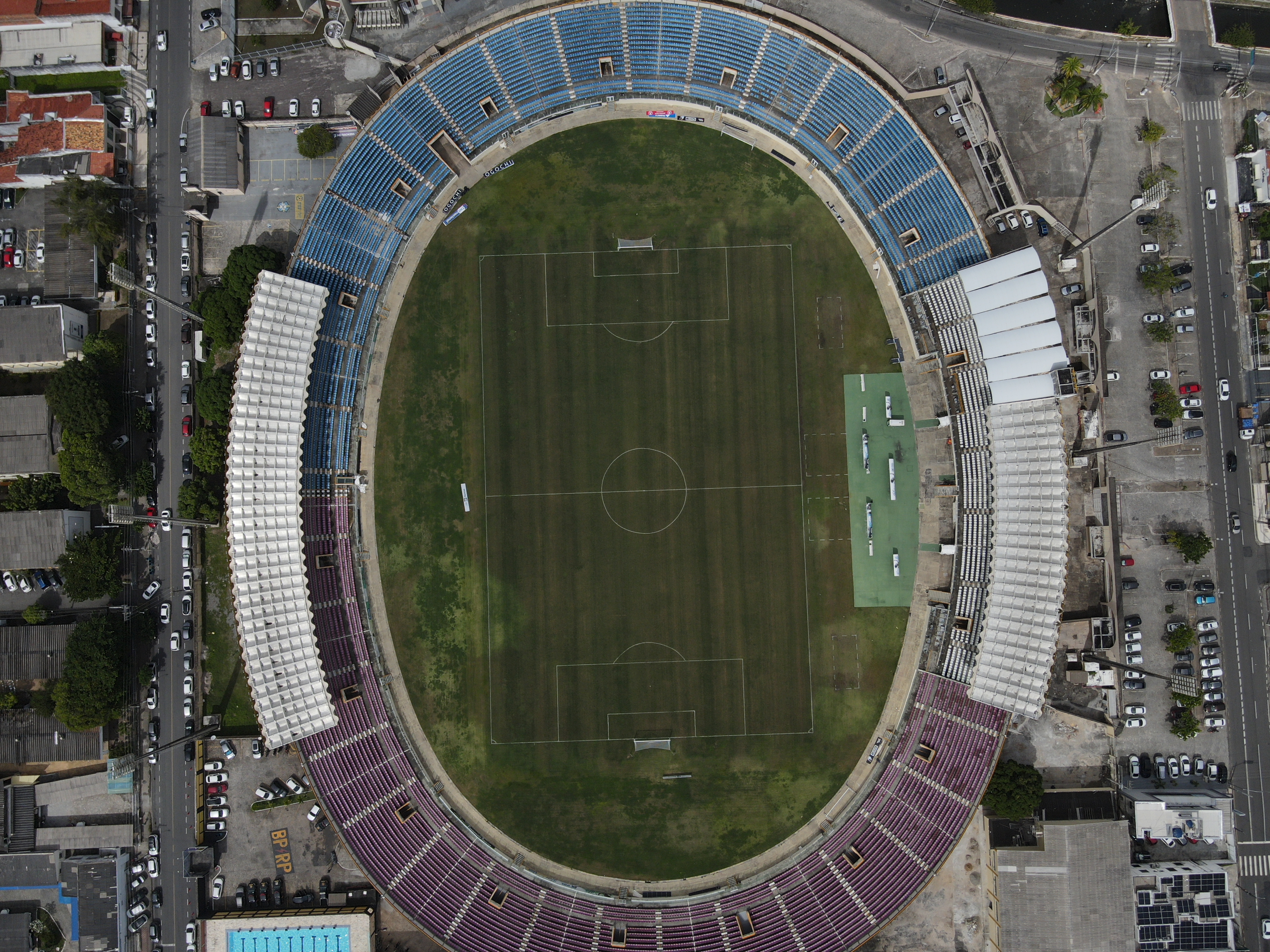
Luftbild 2024